# Diskriminant
 Denne artikel bør gennemlæses af en person med fagkendskab for at sikre den faglige korrekthed.

Diskriminanten (d eller D) er et matematisk udtryk - en generaliseret størrelse, der indgår i diverse algebraiske strukturer.
For polynomier udregnes diskriminanten ud fra koefficienterne, og den har den generelle egenskab, at den er lig med nul, hvis og kun hvis polynomiet har en såkaldt dobbeltrod, dvs. to ens rødder.
For andengradspolynomiet, {\displaystyle ax^{2}+bx+c\,\!}, bliver diskriminanten:
{\displaystyle b^{2}-4ac\,\!},
der optræder med modsat fortegn i formlen for parabeltoppunktets y-værdi:
{\displaystyle {\frac {-\left(b^{2}-4ac\right)}{4a}}={\frac {-d}{4a}}}
og tillige indgår i forskriften for rødderne:
{\displaystyle {\frac {-b\pm {\sqrt {d}}}{2a}}.}
For tredjegradspolynomiet, {\displaystyle ax^{3}+bx^{2}+cx+d\,\!}, bliver diskriminanten:
{\displaystyle b^{2}c^{2}-4ac^{3}-4b^{3}d-27a^{2}d^{2}+18abcd\,\!}

## Polynomiumsrødder
Mere generelt kan man skrive diskriminanten ud fra et polynomiums rødder. Givet et n'te-gradpolynomium
{\displaystyle p(x)=a_{n}x^{n}+a_{n-1}x^{n-1}+\ldots +a_{1}x+a_{0}}
med de komplekse rødder r1, ..., rn (talt med multiplicitet, så der vil være netop n rødder), så udregnes diskriminanten ud fra produktet af differenserne mellem de enkelte rødder:
{\displaystyle D=a_{n}^{2n-2}\prod _{i<j}{(r_{i}-r_{j})^{2}}}
Hvis polynomiet har en multipel rod, vil en af faktorerne i dette produkt blive nul, og diskriminanten vil følgelig blive nul.
Man kan slutte sig til visse forhold vedrørende rødderne ud fra diskriminantens værdi. For et andengradspolynomium gælder, at hvis:
{\displaystyle D>0}, er der to forskellige reelle rødder.
{\displaystyle D=0}, er der én reel dobbeltrod, dvs. to ens rødder.
{\displaystyle D<0}, er der ingen reelle rødder, men derimod to konjugerede komplekse rødder.
For et tredjegradspolynomium gælder, at hvis:
{\displaystyle D>0}, er der tre forskellige reelle rødder.
{\displaystyle D=0}, er der en reel dobbelt- eller tredobbeltrod.
{\displaystyle D<0}, er der en reel rod og to konjugerede komplekse rødder.